# Stenodictyon crosbyi
Stenodictyon crosbyi là một loài Rêu trong họ Hookeriaceae. Loài này được B. H. Allen mô tả khoa học đầu tiên năm 2010.